# الن دو فوژرول
الن دو فوژرول (به فرانسوی: Hélène de Fougerolles) (زاده ۲۵ فوریه ۱۹۷۳) بازیگر فرانسوی است.

## بخشی از فیلم‌شناسی
- ملکه مارگو (۱۹۹۴)
- پاییز (۱۹۹۹)
- ساحل (۲۰۰۰)
- مسابقه (۲۰۰۲)
- دریا (۲۰۰۲)
- فانفان لا تولیپ (۲۰۰۳)
- بی گناهی (۲۰۰۴)
- جهش‌یافتگان (۲۰۰۹)